# Lufthansa Regional

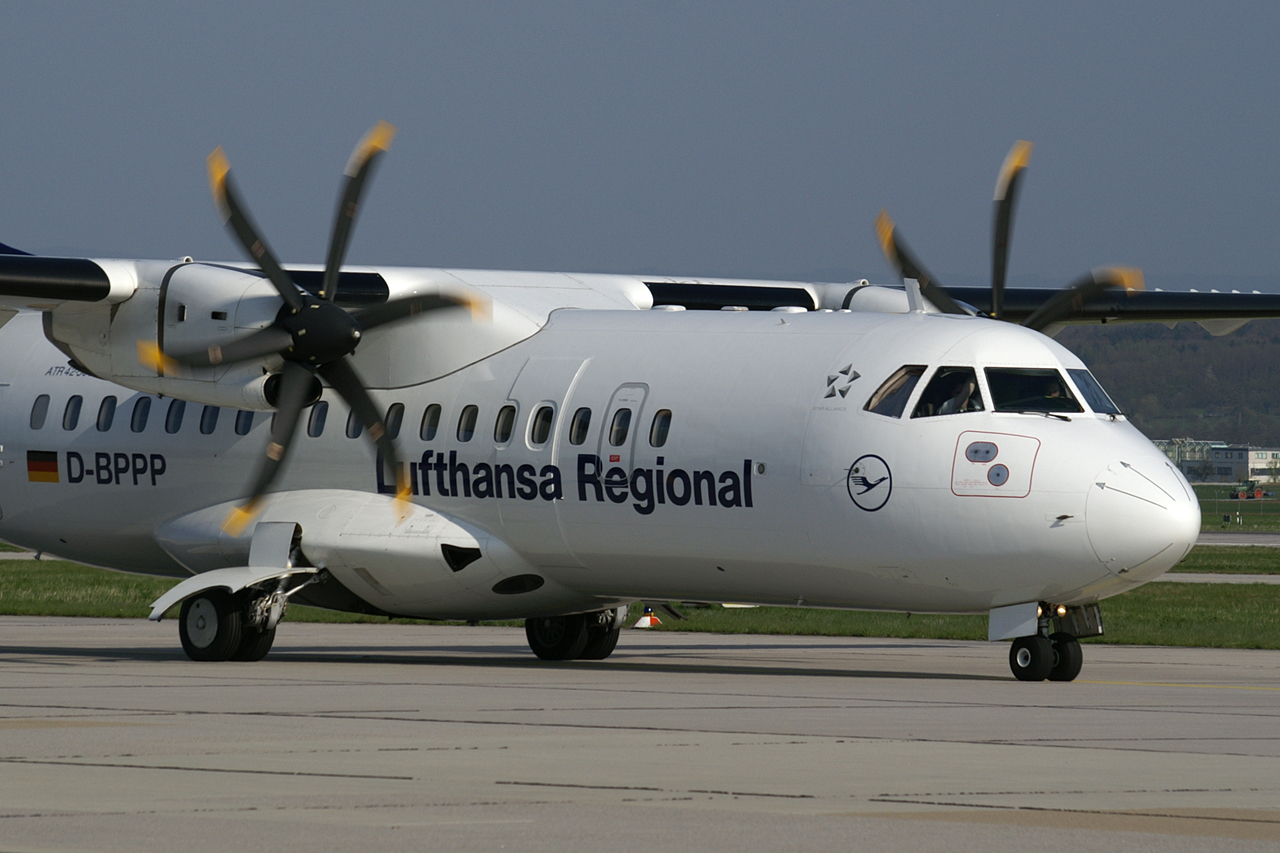
Máy bay ATR 42 của Contact Air

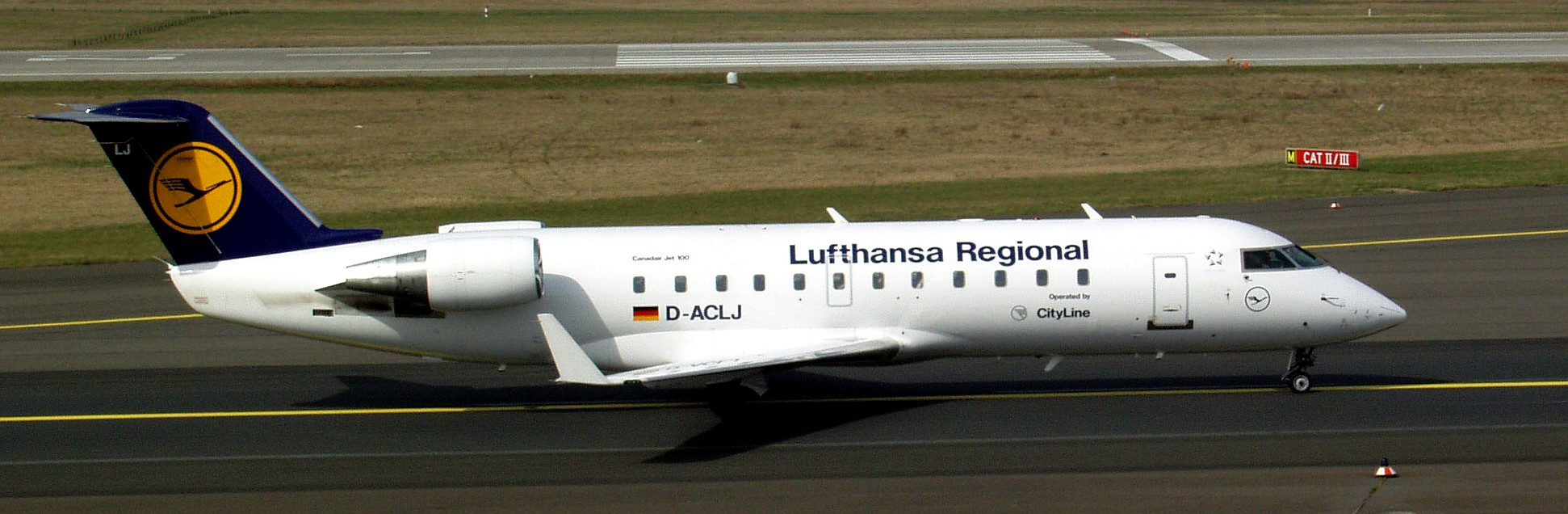
Máy bay CRJ-100 của CityLine

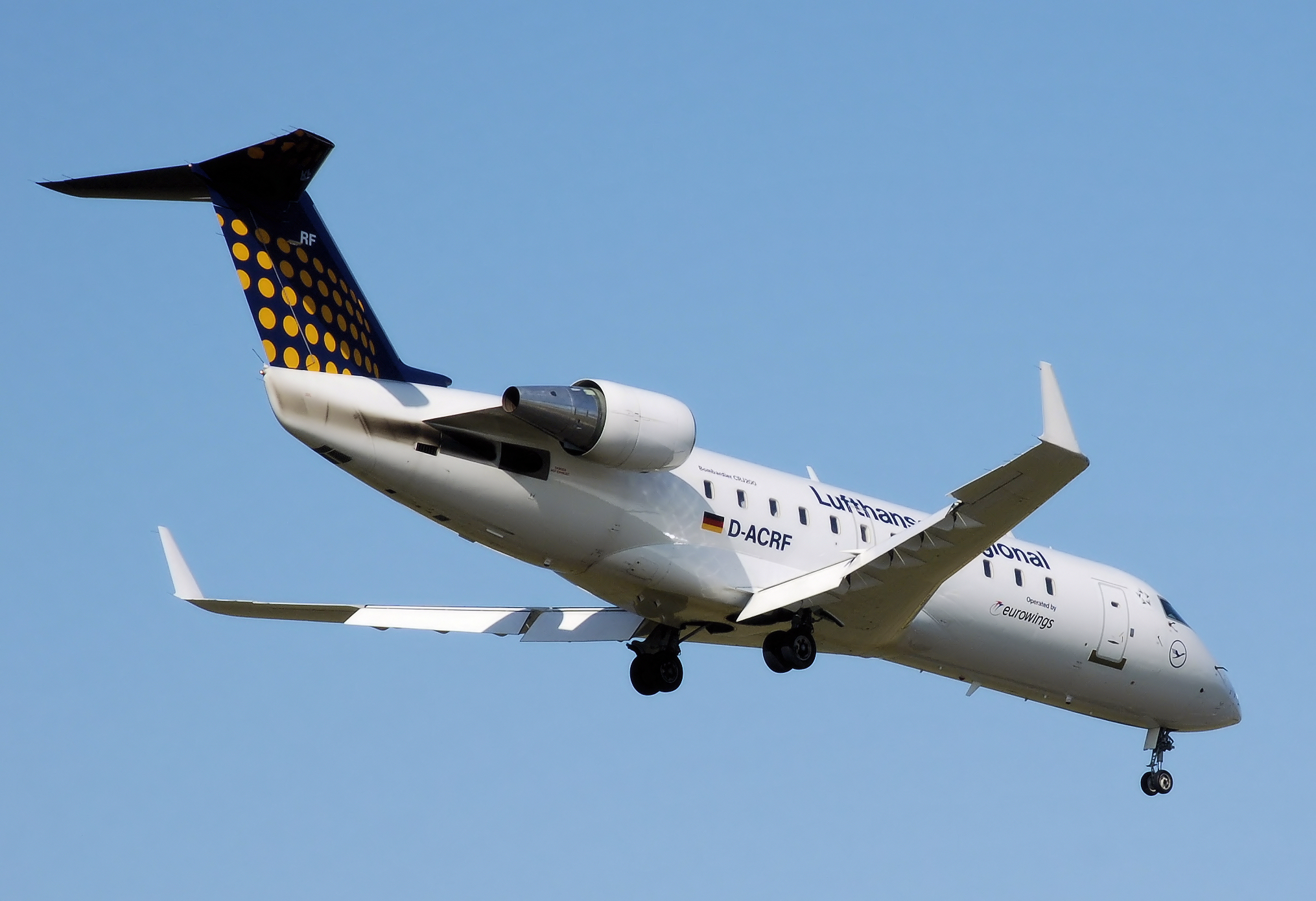
Máy bay CRJ-200 của Eurowings

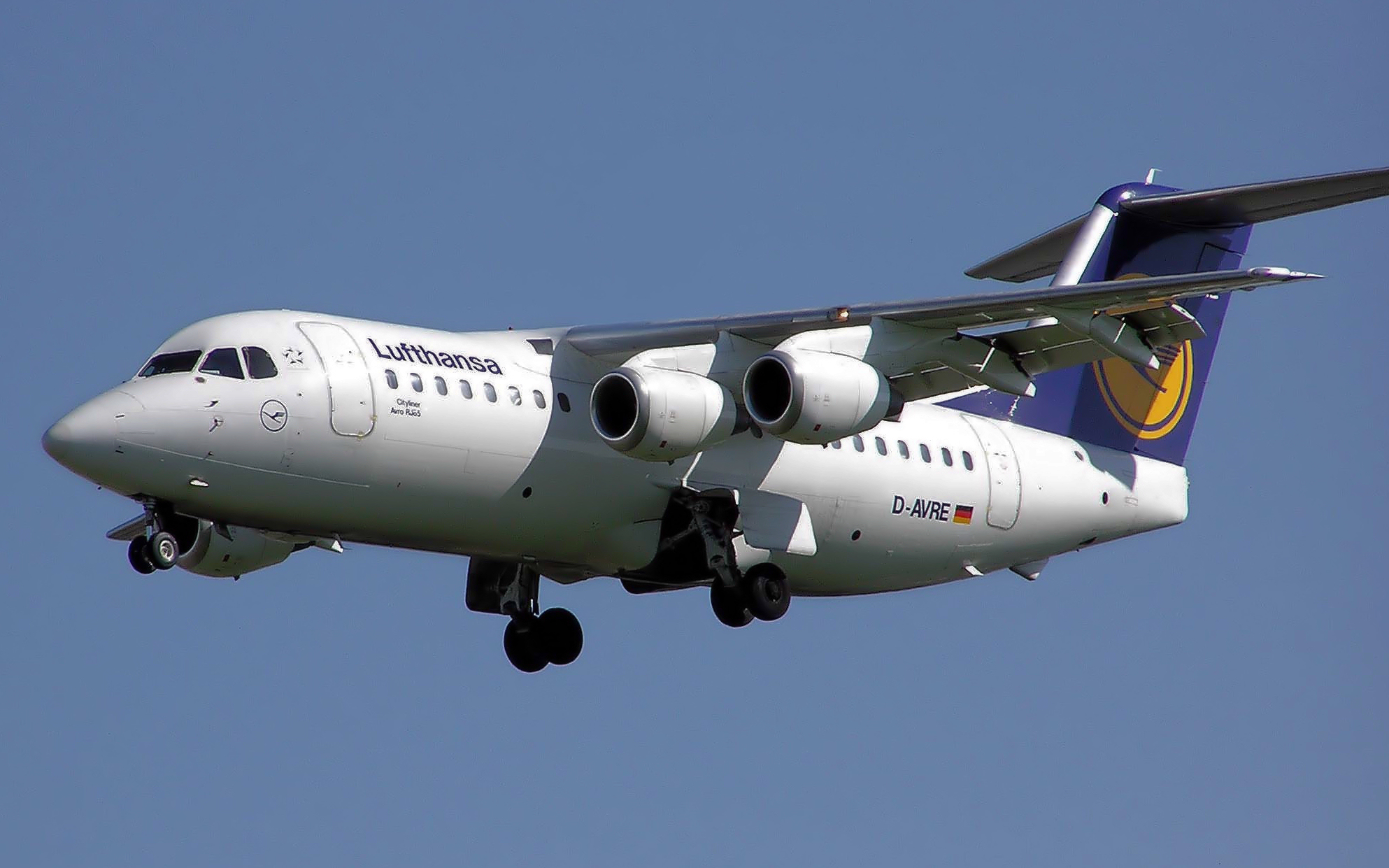
Máy bay Avro RJ85 của CityLine

Lufthansa Regional là tên Liên minh các hãng hàng không hoạt động trong phạm vi vùng, trực thuộc hãng Lufthansa, hãng hàng không lớn nhất của Đức. Liên minh này chở 10,5 triệu lượt khách mỗi năm tới 80 điểm đến, trên 150 tuyến đường. Các hãng hàng không thành viên có 150 máy bay hoạt động khắp châu Âu với 5.700 chuyến bay và 379.660 chỗ ngồi mỗi tuần.

## Các thành viên
Lufthansa Regional gồm 5 thành viên sau:
- Air Dolomiti
- Augsburg Airways
- Contact Air
- Eurowings
- Lufthansa CityLine

## Đội máy bay
- Đội máy bay của Lufthansa CityLine (tháng 8/2007):
  - 18 Avro RJ85
  - 22 Bombardier CRJ-200LR
  - 20 Bombardier CRJ-700ER
  - 12 Bombardier CRJ-900 (15 on order)
  - 0 Embraer 190 (24 on order)

Tuổi trung bình các máy bay của Lufthansa CityLine là 8.3 năm (tháng 7/2006) .
- Đội máy bay của Eurowings (tháng 8/2008)[2]:
  - 5 BAe 146-200
  - 10 BAe 146-300
  - 17 Bombardier CRJ-100/200LR
  - 2 Bombardier CRJ-700

Tính tới tháng 8/2008 tuổi trung bình các máy bay của Eurowings là 11,7 năm.
- Đội máy bay của Contact Air (tháng 8/2008) [3]:
  - 5 ATR 42-500
  - 6 ATR 72-500
  - 2 Fokker 100

Tính tới tháng 8/2008, tuổi trung bình các máy bay của Contact Air là 9.6 năm.
- Đội máy bay của Augsburg Airways (tháng 8/2008)[4]:
  - 3 Bombardier Dash 8 Q300
  - 9 Bombardier Dash 8 Q400

Tuổi trung bình các máy bay của Augsburg Airways là 8.1 năm (tháng 8/2008).
- Đội máy bay của Air Dolomiti (tháng 3/2007):
  - 6 ATR 42-500
  - 8 ATR 72-500
  - 5 BAe 146-300

Tuổi trung bình các máy bay của Air Dolomiti là 9.3 năm (tháng 3/2007).